# Brane Pole, Bohuslav
Brane Pole (în ucraineană Бране Поле) este o comună în raionul Bohuslav, regiunea Kiev, Ucraina, formată numai din satul de reședință.

## Demografie
Componența lingvistică a comunei Brane Pole
     Ucraineană (97,97%)
     Rusă (1,89%)
Conform recensământului din 2001, majoritatea populației comunei Brane Pole era vorbitoare de ucraineană (97,97%), existând în minoritate și vorbitori de rusă (1,89%).